# Дятловицкий, Лев Исаакович
Лев Исаакович Дятлови́цкий (11 октября 1909 года, Минск — ?) — советский и израильский инженер-гидротехник. Доктор технических наук (1962), профессор (1976).

## Биография
Родители Исаак Мейше-Вольфович Дятловицкий и Ривка Дятловицкая. Окончил Киевский гидромелиорационный институт (1935). В 1941—1984 — работал в Институте гидромеханики АН УССР: в 1964—1976 годах — заведующий отделом динамики пружинных тел в жидкой среде, с 1976 года — научный консультант по бюджету и хозяйственной тематике.
Во время Великой Отечественной войны работал в Институте строительной механики АН УССР, эвакуированного в Уфу.
С 1986 года жил в Израиле. Читал лекции в университетах Иерусалима и Гарварда.

## Семья
Жена — Ольга Яковлевна Гаркави. Дочь — Алла Львовна Фурман.

## Научные работы
- «Низконапорные плотины из местных материалов». К., 1951 (соавтор.);
- Напряжения в гравитационных плотинах на нескальных основаниях. — Киев: Изд-во Академии наук УССР, 1959[2].
- «К учёту влияния процесса возведения в напряженное состояние массивных сооружений» // ГС. 1959. № 10;
- Дятловицкий Л. И., Вайнберг А. И.. Формирование напряжений в гравитационных плотинах. — Киев : Наук. думка, 1975. — 264 с. (соавтор.)[3][4].
- L.I. Dyatlovitsky and V.P. Turov. Stress-Strain Analysis Method for Dams
- L.I. Dyatlovitsky, G. Cederbaum, L. Jakobson. Refined version of the finite differences method in the theory of elasticity // Computers & Structures. — 1995. — Vol. 57, no. 6 (1 декабря). — С. 1079-1105.